# Sanç II de Portugal
Sanç II de Portugal, dit el Capel o el Piadós (Coïmbra, 1207 - Toledo, 1248) fou rei de Portugal (1223-1247).

## Orígens familiars
Fill primer del rei Alfons II de Portugal i la seva esposa Urraca de Castella, nasqué a la cort portuguesa el 8 de setembre de 1207.
Era net per línia materna d'Alfons VIII de Castella i Elionor d'Anglaterra, filla al seu torn del rei Enric II d'Anglaterra.

## Ascens al tron
En l'època en la qual va ascendir al tron, Portugal es trobava enmig d'un conflicte diplomàtic amb la Santa Seu. El seu pare, Alfons II, havia estat excomunicat pel Papa Honori III pels seus intents de reduir el poder de l'església en el país. Sanç II va signar un tractat de 10 punts amb el Papa, però el rei va prestar poca atenció al seu compliment. La seva prioritat va ser la Reconquesta de la part sud de la península Ibèrica als musulmans. A partir de 1236, Sanç II va conquerir diverses ciutats a l'Algarve i l'Alentejo, assegurant la posició portuguesa en la zona.

## Regnat
El nou rei va ser un bon militar però no va demostrar les mateixes capacitats en l'administració. Amb la seva atenció centrada en els assumptes militars, es van facilitar les disputes internes. La noblesa estava descontenta amb la conducta del rei i va iniciar una conspiració en contra seu. A més, la classe mitjana dels mercaders s'enfrontava amb freqüència al clergat sense que el rei intervingués. Així fou com l'arquebisbe de Porto va realitzar una queixa formal al Papa Inocenci IV, explicant-li la situació i aquest el declarava "rex inutilis", incapacitant-lo per regnar. Gràcies al poder de l'església al segle xiii, el Papa va influir en els portuguesos perquè escollissin un nou rei perquè substituís al que va denominar "heretge".
José Mattoso, en el seu article sobre la "Crisi de 1245", parla d'un malestar social creixent, que justifica un creixement desequilibrat de la població en relació amb l'expansió territorial. També es parla d’un desequilibri cíclic que també impulsa un bandolerisme generalitzat, practicat per fugitius, amb lluites entre nobles i clergues.
L'any 1246, un grup de nobles va convidar al germà de Sanç, l'infant Alfons, que en aquells moments residia a França amb el títol de duc de Borgonya, a prendre el tron. Alfons va abdicar de les seves possessions franceses i es va dirigir a Portugal com a Alfons III de Portugal. Sanç II va ser apartat del tron el 1247 i va fugir a l'exili a la ciutat de Toledo, ciutat on va morir el 4 de gener de 1248.
Anys després, a les Cantigas de Santa Maria, Alfonso X rememora la crisi del seu amic Sanç i les crisis amb l'Església i el vassallatge noble que va patir en la seva pròpia gestió de regnat del Castella.

## Núpcies i descendents
Sanç II es va casar vers el 1245 amb una dama castellana, Mencía López de Haro, vídua d'Alvaro Pérez de Castro, i filla del senyor de Biscaia Llop Díaz II de Haro i Urraca Alfons, una filla il·legítima del rei Alfons IX de Lleó. D'aquesta unió però no tingueren fills.